# Боден, Нина
Нина Боден (англ. Nina Bawden, 19 января 1925, Илфорд, Англия — 22 августа 2012, Лондон) — английская романистка и детская писательница. Была номинирована на Букеровскую премию в 1987 году и Премию Эдгара Аллана По в номинации «Лучший молодёжный рассказ». В 2004 году Нина Боден была удостоена награды Golden PEN от английского ПЕН-клуба за «выдающееся служение литературе».

## Биография
Боден родилась в 1925 году и выросла в Илфорде. Её мать была учителем, а отец — членом Королевской морской пехоты. Училась в колледже Сомервиль, Оксфорд, где она получила степень в области философии, политики и экономики. В 2002 году Боден была тяжело ранена в железнодорожной аварии, в которой погиб её муж Остин Карк.

## Выборочная библиография
- 1963 — The House of Secrets.
- 1966 — The Witch’s Daughter (Дочь колдуньи).
- 1969 — The Runaway Summer (Сбежавшее лето).
- 1970 — The Birds on the Trees (Птицы на деревьях) — шорт-лист премии Lost Man Booker Prize[6]
- 1973 — Carrie’s War (Кэрри в дни войны) — премия Phoenix 1993 года от Ассоциации детской литературы как лучшая англоязычная детская книга, не получившая своевременной награды[7].
- 1975 — The Peppermint Pig (Мятный поросёнок) — премия Guardian Children’s Fiction Prize 1976 года[8]
- 1979 — Familiar Passions (Знакомые страсти).